# Глазово (Суздальский район)
Глазово — село в Суздальском районе Владимирской области России, входит в состав Селецкого сельского поселения.

## География
Село расположено на берегу Глазовского водохранилища на реке Подыкса в 15 км на северо-запад от райцентра города Суздаль.

## История
В 1786 году вместо ветхой деревянной церкви на средства прихожан была построена каменная церковь с колокольней и оградой. Престолов в церкви три: в настоящей холодной — в честь Покрова Пресвятой Богородицы, в теплой трапезе — на правой стороне — в честь святого пророка Илии, а на левой — во имя Святителя и Чудотворца Николая. В 1893 году приход состоял из села (38 дворов) и деревень Бабкино и Григорово. Всех дворов в приходе 106, мужчин — 353, женщин — 308. В селе существовала церковно-приходская школа.
В конце XIX — начале XX века село входило с состав Торчинской волости Суздальского уезда.
С 1929 года село входило в состав Лопатницкого сельсовета Суздальского района, с 1995 года — Красногвардейского сельсовета.

## Население
| 1859 | 1905 | 1926 |
| ---- | ---- | ---- |
| 210  | 203  | 259  |

| 1859 | 1905 | 1926 | 2002 | 2010 | 2021 |
| ---- | ---- | ---- | ---- | ---- | ---- |
| 210  | ↘203 | ↗259 | ↘4   | ↘0   | ↗4   |